# Duplanychus rivulus
Duplanychus rivulus är en spindeldjursart som beskrevs av Meyer 1974. Duplanychus rivulus ingår i släktet Duplanychus och familjen Tetranychidae. Inga underarter finns listade i Catalogue of Life.